# دانشگاه اسوان
دانشگاه اسوان (به عربی: جامعة أسوان) یک دانشگاه در مصر است که در اسوان واقع شده‌است.

## دانشکده ها
دانشکده های دانشگاه اسوان شامل:
- دانشکده هنر
- دانشکدهی بازرگانی
- دانشکده دارالعلوم
- دانشکده الالسون
- دانشکده مددکاری اجتماعی
- دانشکده تعلیم و تربیت
- دانشکده تربیت بدنی
- دانشکده حقوق
- دانشکده آموزش تخصصی
- دانشکده باستان شناسی
- دانشکده مهندسی
- دانشکده مهندسی انرژی
- دانشکده پزشکی
- دانشکده کشاورزی
- دانشکده علوم
- دانشکده پرستاری
- دانشکده دامپزشکی
- دانشکده  فناوری شیلات
- دانشکده پزشکی دهان و دندان
- دانشکده گردشگری و هتلداری

## رتبه بندی
بر اساس رتبه‌بندی دانشگاه‌های جهان در آموزش عالی توسط موسسهٔ تایمز در سال 2022، دانشگاه اسوان در رتبه 500-401 دانشگاه برتر جهان قرار دارد